# Sigle de trei litere de la MAA la PZZ
| Sigle de o literă                       |                               |
| Sigle de două litere                    |                               |
| Sigle de trei litere                    |                               |
| AAA → DZZ EAA → HZZ IAA → LZZ MAA → PZZ | QAA → TZZ UAA → XZZ YAA → ZZZ |
| Sigle de patru litere                   |                               |
| Sigle de cinci litere                   |                               |
| Sigle de șase litere                    |                               |

Această pagină conține tabele a tuturor combinațiilor literelor de la AAA la DZZ, aranjate strict alfabetic.  Aceste combinații sunt de tipul [[{{literă}}{{literă}}{{literă}}]], reprezentând o sub-clasă a abrevierilor de trei litere.
Toate combinațiile se găsesc pe pagina care combină cele trei litere ca majuscule.  Odată ce pagina va fi fost creată, alte combinații de majuscule și minuscule se pot adăuga paginii.

## M
```
MAA
 
MAB
 
MAC
 
MAD
 
MAE
 
MAF
 
MAG
 
MAH
 
MAI
 
MAJ
 
MAK
 
MAL
 
MAM
 
MAN
 
MAO
 
MAP
 
MAQ
 
MAR
 
MAS
 
MAT
 
MAU
 
MAV
 
MAW
 
MAX
 
MAY
 
MAZ

MBA
 
MBB
 
MBC
 
MBD
 
MBE
 
MBF
 
MBG
 
MBH
 
MBI
 
MBJ
 
MBK
 
MBL
 
MBM
 
MBN
 
MBO
 
MBP
 
MBQ
 
MBR
 
MBS
 
MBT
 
MBU
 
MBV
 
MBW
 
MBX
 
MBY
 
MBZ

MCA
 
MCB
 
MCC
 
MCD
 
MCE
 
MCF
 
MCG
 
MCH
 
MCI
 
MCJ
 
MCK
 
MCL
 
MCM
 
MCN
 
MCO
 
MCP
 
MCQ
 
MCR
 
MCS
 
MCT
 
MCU
 
MCV
 
MCW
 
MCX
 
MCY
 
MCZ

MDA
 
MDB
 
MDC
 
MDD
 
MDE
 
MDF
 
MDG
 
MDH
 
MDI
 
MDJ
 
MDK
 
MDL
 
MDM
 
MDN
 
MDO
 
MDP
 
MDQ
 
MDR
 
MDS
 
MDT
 
MDU
 
MDV
 
MDW
 
MDX
 
MDY
 
MDZ

MEA
 
MEB
 
MEC
 
MED
 
MEE
 
MEF
 
MEG
 
MEH
 
MEI
 
MEJ
 
MEK
 
MEL
 
MEM
 
MEN
 
MEO
 
MEP
 
MEQ
 
MER
 
MES
 
MET
 
MEU
 
MEV
 
MEW
 
MEX
 
MEY
 
MEZ

MFA
 
MFB
 
MFC
 
MFD
 
MFE
 
MFF
 
MFG
 
MFH
 
MFI
 
MFJ
 
MFK
 
MFL
 
MFM
 
MFN
 
MFO
 
MFP
 
MFQ
 
MFR
 
MFS
 
MFT
 
MFU
 
MFV
 
MFW
 
MFX
 
MFY
 
MFZ

MGA
 
MGB
 
MGC
 
MGD
 
MGE
 
MGF
 
MGG
 
MGH
 
MGI
 
MGJ
 
MGK
 
MGL
 
MGM
 
MGN
 
MGO
 
MGP
 
MGQ
 
MGR
 
MGS
 
MGT
 
MGU
 
MGV
 
MGW
 
MGX
 
MGY
 
MGZ

MHA
 
MHB
 
MHC
 
MHD
 
MHE
 
MHF
 
MHG
 
MHH
 
MHI
 
MHJ
 
MHK
 
MHL
 
MHM
 
MHN
 
MHO
 
MHP
 
MHQ
 
MHR
 
MHS
 
MHT
 
MHU
 
MHV
 
MHW
 
MHX
 
MHY
 
MHZ

MIA
 
MIB
 
MIC
 
MID
 
MIE
 
MIF
 
MIG
 
MIH
 
MII
 
MIJ
 
MIK
 
MIL
 
MIM
 
MIN
 
MIO
 
MIP
 
MIQ
 
MIR
 
MIS
 
MIT
 
MIU
 
MIV
 
MIW
 
MIX
 
MIY
 
MIZ

MJA
 
MJB
 
MJC
 
MJD
 
MJE
 
MJF
 
MJG
 
MJH
 
MJI
 
MJJ
 
MJK
 
MJL
 
MJM
 
MJN
 
MJO
 
MJP
 
MJQ
 
MJR
 
MJS
 
MJT
 
MJU
 
MJV
 
MJW
 
MJX
 
MJY
 
MJZ

MKA
 
MKB
 
MKC
 
MKD
 
MKE
 
MKF
 
MKG
 
MKH
 
MKI
 
MKJ
 
MKK
 
MKL
 
MKM
 
MKN
 
MKO
 
MKP
 
MKQ
 
MKR
 
MKS
 
MKT
 
MKU
 
MKV
 
MKW
 
MKX
 
MKY
 
MKZ

MLA
 
MLB
 
MLC
 
MLD
 
MLE
 
MLF
 
MLG
 
MLH
 
MLI
 
MLJ
 
MLK
 
MLL
 
MLM
 
MLN
 
MLO
 
MLP
 
MLQ
 
MLR
 
MLS
 
MLT
 
MLU
 
MLV
 
MLW
 
MLX
 
MLY
 
MLZ

MMA
 
MMB
 
MMC
 
MMD
 
MME
 
MMF
 
MMG
 
MMH
 
MMI
 
MMJ
 
MMK
 
MML
 
MMM
 
MMN
 
MMO
 
MMP
 
MMQ
 
MMR
 
MMS
 
MMT
 
MMU
 
MMV
 
MMW
 
MMX
 
MMY
 
MMZ

MNA
 
MNB
 
MNC
 
MND
 
MNE
 
MNF
 
MNG
 
MNH
 
MNI
 
MNJ
 
MNK
 
MNL
 
MNM
 
MNN
 
MNO
 
MNP
 
MNQ
 
MNR
 
MNS
 
MNT
 
MNU
 
MNV
 
MNW
 
MNX
 
MNY
 
MNZ

MOA
 
MOB
 
MOC
 
MOD
 
MOE
 
MOF
 
MOG
 
MOH
 
MOI
 
MOJ
 
MOK
 
MOL
 
MOM
 
MON
 
MOO
 
MOP
 
MOQ
 
MOR
 
MOS
 
MOT
 
MOU
 
MOV
 
MOW
 
MOX
 
MOY
 
MOZ

MPA
 
MPB
 
MPC
 
MPD
 
MPE
 
MPF
 
MPG
 
MPH
 
MPI
 
MPJ
 
MPK
 
MPL
 
MPM
 
MPN
 
MPO
 
MPP
 
MPQ
 
MPR
 
MPS
 
MPT
 
MPU
 
MPV
 
MPW
 
MPX
 
MPY
 
MPZ

MQA
 
MQB
 
MQC
 
MQD
 
MQE
 
MQF
 
MQG
 
MQH
 
MQI
 
MQJ
 
MQK
 
MQL
 
MQM
 
MQN
 
MQO
 
MQP
 
MQQ
 
MQR
 
MQS
 
MQT
 
MQU
 
MQV
 
MQW
 
MQX
 
MQY
 
MQZ

MRA
 
MRB
 
MRC
 
MRD
 
MRE
 
MRF
 
MRG
 
MRH
 
MRI
 
MRJ
 
MRK
 
MRL
 
MRM
 
MRN
 
MRO
 
MRP
 
MRQ
 
MRR
 
MRS
 
MRT
 
MRU
 
MRV
 
MRW
 
MRX
 
MRY
 
MRZ

MSA
 
MSB
 
MSC
 
MSD
 
MSE
 
MSF
 
MSG
 
MSH
 
MSI
 
MSJ
 
MSK
 
MSL
 
MSM
 
MSN
 
MSO
 
MSP
 
MSQ
 
MSR
 
MSS
 
MST
 
MSU
 
MSV
 
MSW
 
MSX
 
MSY
 
MSZ

MTA
 
MTB
 
MTC
 
MTD
 
MTE
 
MTF
 
MTG
 
MTH
 
MTI
 
MTJ
 
MTK
 
MTL
 
MTM
 
MTN
 
MTO
 
MTP
 
MTQ
 
MTR
 
MTS
 
MTT
 
MTU
 
MTV
 
MTW
 
MTX
 
MTY
 
MTZ

MUA
 
MUB
 
MUC
 
MUD
 
MUE
 
MUF
 
MUG
 
MUH
 
MUI
 
MUJ
 
MUK
 
MUL
 
MUM
 
MUN
 
MUO
 
MUP
 
MUQ
 
MUR
 
MUS
 
MUT
 
MUU
 
MUV
 
MUW
 
MUX
 
MUY
 
MUZ

MVA
 
MVB
 
MVC
 
MVD
 
MVE
 
MVF
 
MVG
 
MVH
 
MVI
 
MVJ
 
MVK
 
MVL
 
MVM
 
MVN
 
MVO
 
MVP
 
MVQ
 
MVR
 
MVS
 
MVT
 
MVU
 
MVV
 
MVW
 
MVX
 
MVY
 
MVZ

MWA
 
MWB
 
MWC
 
MWD
 
MWE
 
MWF
 
MWG
 
MWH
 
MWI
 
MWJ
 
MWK
 
MWL
 
MWM
 
MWN
 
MWO
 
MWP
 
MWQ
 
MWR
 
MWS
 
MWT
 
MWU
 
MWV
 
MWW
 
MWX
 
MWY
 
MWZ

MXA
 
MXB
 
MXC
 
MXD
 
MXE
 
MXF
 
MXG
 
MXH
 
MXI
 
MXJ
 
MXK
 
MXL
 
MXM
 
MXN
 
MXO
 
MXP
 
MXQ
 
MXR
 
MXS
 
MXT
 
MXU
 
MXV
 
MXW
 
MXX
 
MXY
 
MXZ

MYA
 
MYB
 
MYC
 
MYD
 
MYE
 
MYF
 
MYG
 
MYH
 
MYI
 
MYJ
 
MYK
 
MYL
 
MYM
 
MYN
 
MYO
 
MYP
 
MYQ
 
MYR
 
MYS
 
MYT
 
MYU
 
MYV
 
MYW
 
MYX
 
MYY
 
MYZ

MZA
 
MZB
 
MZC
 
MZD
 
MZE
 
MZF
 
MZG
 
MZH
 
MZI
 
MZJ
 
MZK
 
MZL
 
MZM
 
MZN
 
MZO
 
MZP
 
MZQ
 
MZR
 
MZS
 
MZT
 
MZU
 
MZV
 
MZW
 
MZX
 
MZY
 
MZZ
```

| Cuprins : | Sus - M N O P | - Jos |

## N
```
NAA
 
NAB
 
NAC
 
NAD
 
NAE
 
NAF
 
NAG
 
NAH
 
NAI
 
NAJ
 
NAK
 
NAL
 
NAM
 
NAN
 
NAO
 
NAP
 
NAQ
 
NAR
 
NAS
 
NAT
 
NAU
 
NAV
 
NAW
 
NAX
 
NAY
 
NAZ

NBA
 
NBB
 
NBC
 
NBD
 
NBE
 
NBF
 
NBG
 
NBH
 
NBI
 
NBJ
 
NBK
 
NBL
 
NBM
 
NBN
 
NBO
 
NBP
 
NBQ
 
NBR
 
NBS
 
NBT
 
NBU
 
NBV
 
NBW
 
NBX
 
NBY
 
NBZ

NCA
 
NCB
 
NCC
 
NCD
 
NCE
 
NCF
 
NCG
 
NCH
 
NCI
 
NCJ
 
NCK
 
NCL
 
NCM
 
NCN
 
NCO
 
NCP
 
NCQ
 
NCR
 
NCS
 
NCT
 
NCU
 
NCV
 
NCW
 
NCX
 
NCY
 
NCZ

NDA
 
NDB
 
NDC
 
NDD
 
NDE
 
NDF
 
NDG
 
NDH
 
NDI
 
NDJ
 
NDK
 
NDL
 
NDM
 
NDN
 
NDO
 
NDP
 
NDQ
 
NDR
 
NDS
 
NDT
 
NDU
 
NDV
 
NDW
 
NDX
 
NDY
 
NDZ

NEA
 
NEB
 
NEC
 
NED
 
NEE
 
NEF
 
NEG
 
NEH
 
NEI
 
NEJ
 
NEK
 
NEL
 
NEM
 
NEN
 
NEO
 
NEP
 
NEQ
 
NER
 
NES
 
NET
 
NEU
 
NEV
 
NEW
 
NEX
 
NEY
 
NEZ

NFA
 
NFB
 
NFC
 
NFD
 
NFE
 
NFF
 
NFG
 
NFH
 
NFI
 
NFJ
 
NFK
 
NFL
 
NFM
 
NFN
 
NFO
 
NFP
 
NFQ
 
NFR
 
NFS
 
NFT
 
NFU
 
NFV
 
NFW
 
NFX
 
NFY
 
NFZ

NGA
 
NGB
 
NGC
 
NGD
 
NGE
 
NGF
 
NGG
 
NGH
 
NGI
 
NGJ
 
NGK
 
NGL
 
NGM
 
NGN
 
NGO
 
NGP
 
NGQ
 
NGR
 
NGS
 
NGT
 
NGU
 
NGV
 
NGW
 
NGX
 
NGY
 
NGZ

NHA
 
NHB
 
NHC
 
NHD
 
NHE
 
NHF
 
NHG
 
NHH
 
NHI
 
NHJ
 
NHK
 
NHL
 
NHM
 
NHN
 
NHO
 
NHP
 
NHQ
 
NHR
 
NHS
 
NHT
 
NHU
 
NHV
 
NHW
 
NHX
 
NHY
 
NHZ

NIA
 
NIB
 
NIC
 
NID
 
NIE
 
NIF
 
NIG
 
NIH
 
NII
 
NIJ
 
NIK
 
NIL
 
NIM
 
NIN
 
NIO
 
NIP
 
NIQ
 
NIR
 
NIS
 
NIT
 
NIU
 
NIV
 
NIW
 
NIX
 
NIY
 
NIZ

NJA
 
NJB
 
NJC
 
NJD
 
NJE
 
NJF
 
NJG
 
NJH
 
NJI
 
NJJ
 
NJK
 
NJL
 
NJM
 
NJN
 
NJO
 
NJP
 
NJQ
 
NJR
 
NJS
 
NJT
 
NJU
 
NJV
 
NJW
 
NJX
 
NJY
 
NJZ

NKA
 
NKB
 
NKC
 
NKD
 
NKE
 
NKF
 
NKG
 
NKH
 
NKI
 
NKJ
 
NKK
 
NKL
 
NKM
 
NKN
 
NKO
 
NKP
 
NKQ
 
NKR
 
NKS
 
NKT
 
NKU
 
NKV
 
NKW
 
NKX
 
NKY
 
NKZ

NLA
 
NLB
 
NLC
 
NLD
 
NLE
 
NLF
 
NLG
 
NLH
 
NLI
 
NLJ
 
NLK
 
NLL
 
NLM
 
NLN
 
NLO
 
NLP
 
NLQ
 
NLR
 
NLS
 
NLT
 
NLU
 
NLV
 
NLW
 
NLX
 
NLY
 
NLZ

NMA
 
NMB
 
NMC
 
NMD
 
NME
 
NMF
 
NMG
 
NMH
 
NMI
 
NMJ
 
NMK
 
NML
 
NMM
 
NMN
 
NMO
 
NMP
 
NMQ
 
NMR
 
NMS
 
NMT
 
NMU
 
NMV
 
NMW
 
NMX
 
NMY
 
NMZ

NNA
 
NNB
 
NNC
 
NND
 
NNE
 
NNF
 
NNG
 
NNH
 
NNI
 
NNJ
 
NNK
 
NNL
 
NNM
 
NNN
 
NNO
 
NNP
 
NNQ
 
NNR
 
NNS
 
NNT
 
NNU
 
NNV
 
NNW
 
NNX
 
NNY
 
NNZ

NOA
 
NOB
 
NOC
 
NOD
 
NOE
 
NOF
 
NOG
 
NOH
 
NOI
 
NOJ
 
NOK
 
NOL
 
NOM
 
NON
 
NOO
 
NOP
 
NOQ
 
NOR
 
NOS
 
NOT
 
NOU
 
NOV
 
NOW
 
NOX
 
NOY
 
NOZ

NPA
 
NPB
 
NPC
 
NPD
 
NPE
 
NPF
 
NPG
 
NPH
 
NPI
 
NPJ
 
NPK
 
NPL
 
NPM
 
NPN
 
NPO
 
NPP
 
NPQ
 
NPR
 
NPS
 
NPT
 
NPU
 
NPV
 
NPW
 
NPX
 
NPY
 
NPZ

NQA
 
NQB
 
NQC
 
NQD
 
NQE
 
NQF
 
NQG
 
NQH
 
NQI
 
NQJ
 
NQK
 
NQL
 
NQM
 
NQN
 
NQO
 
NQP
 
NQQ
 
NQR
 
NQS
 
NQT
 
NQU
 
NQV
 
NQW
 
NQX
 
NQY
 
NQZ

NRA
 
NRB
 
NRC
 
NRD
 
NRE
 
NRF
 
NRG
 
NRH
 
NRI
 
NRJ
 
NRK
 
NRL
 
NRM
 
NRN
 
NRO
 
NRP
 
NRQ
 
NRR
 
NRS
 
NRT
 
NRU
 
NRV
 
NRW
 
NRX
 
NRY
 
NRZ

NSA
 
NSB
 
NSC
 
NSD
 
NSE
 
NSF
 
NSG
 
NSH
 
NSI
 
NSJ
 
NSK
 
NSL
 
NSM
 
NSN
 
NSO
 
NSP
 
NSQ
 
NSR
 
NSS
 
NST
 
NSU
 
NSV
 
NSW
 
NSX
 
NSY
 
NSZ

NTA
 
NTB
 
NTC
 
NTD
 
NTE
 
NTF
 
NTG
 
NTH
 
NTI
 
NTJ
 
NTK
 
NTL
 
NTM
 
NTN
 
NTO
 
NTP
 
NTQ
 
NTR
 
NTS
 
NTT
 
NTU
 
NTV
 
NTW
 
NTX
 
NTY
 
NTZ

NUA
 
NUB
 
NUC
 
NUD
 
NUE
 
NUF
 
NUG
 
NUH
 
NUI
 
NUJ
 
NUK
 
NUL
 
NUM
 
NUN
 
NUO
 
NUP
 
NUQ
 
NUR
 
NUS
 
NUT
 
NUU
 
NUV
 
NUW
 
NUX
 
NUY
 
NUZ

NVA
 
NVB
 
NVC
 
NVD
 
NVE
 
NVF
 
NVG
 
NVH
 
NVI
 
NVJ
 
NVK
 
NVL
 
NVM
 
NVN
 
NVO
 
NVP
 
NVQ
 
NVR
 
NVS
 
NVT
 
NVU
 
NVV
 
NVW
 
NVX
 
NVY
 
NVZ

NWA
 
NWB
 
NWC
 
NWD
 
NWE
 
NWF
 
NWG
 
NWH
 
NWI
 
NWJ
 
NWK
 
NWL
 
NWM
 
NWN
 
NWO
 
NWP
 
NWQ
 
NWR
 
NWS
 
NWT
 
NWU
 
NWV
 
NWW
 
NWX
 
NWY
 
NWZ

NXA
 
NXB
 
NXC
 
NXD
 
NXE
 
NXF
 
NXG
 
NXH
 
NXI
 
NXJ
 
NXK
 
NXL
 
NXM
 
NXN
 
NXO
 
NXP
 
NXQ
 
NXR
 
NXS
 
NXT
 
NXU
 
NXV
 
NXW
 
NXX
 
NXY
 
NXZ

NYA
 
NYB
 
NYC
 
NYD
 
NYE
 
NYF
 
NYG
 
NYH
 
NYI
 
NYJ
 
NYK
 
NYL
 
NYM
 
NYN
 
NYO
 
NYP
 
NYQ
 
NYR
 
NYS
 
NYT
 
NYU
 
NYV
 
NYW
 
NYX
 
NYY
 
NYZ

NZA
 
NZB
 
NZC
 
NZD
 
NZE
 
NZF
 
NZG
 
NZH
 
NZI
 
NZJ
 
NZK
 
NZL
 
NZM
 
NZN
 
NZO
 
NZP
 
NZQ
 
NZR
 
NZS
 
NZT
 
NZU
 
NZV
 
NZW
 
NZX
 
NZY
 
NZZ
```

| Cuprins : | Sus - M N O P | - Jos |

## O
```
OAA
 
OAB
 
OAC
 
OAD
 
OAE
 
OAF
 
OAG
 
OAH
 
OAI
 
OAJ
 
OAK
 
OAL
 
OAM
 
OAN
 
OAO
 
OAP
 
OAQ
 
OAR
 
OAS
 
OAT
 
OAU
 
OAV
 
OAW
 
OAX
 
OAY
 
OAZ

OBA
 
OBB
 
OBC
 
OBD
 
OBE
 
OBF
 
OBG
 
OBH
 
OBI
 
OBJ
 
OBK
 
OBL
 
OBM
 
OBN
 
OBO
 
OBP
 
OBQ
 
OBR
 
OBS
 
OBT
 
OBU
 
OBV
 
OBW
 
OBX
 
OBY
 
OBZ

OCA
 
OCB
 
OCC
 
OCD
 
OCE
 
OCF
 
OCG
 
OCH
 
OCI
 
OCJ
 
OCK
 
OCL
 
OCM
 
OCN
 
OCO
 
OCP
 
OCQ
 
OCR
 
OCS
 
OCT
 
OCU
 
OCV
 
OCW
 
OCX
 
OCY
 
OCZ

ODA
 
ODB
 
ODC
 
ODD
 
ODE
 
ODF
 
ODG
 
ODH
 
ODI
 
ODJ
 
ODK
 
ODL
 
ODM
 
ODN
 
ODO
 
ODP
 
ODQ
 
ODR
 
ODS
 
ODT
 
ODU
 
ODV
 
ODW
 
ODX
 
ODY
 
ODZ

OEA
 
OEB
 
OEC
 
OED
 
OEE
 
OEF
 
OEG
 
OEH
 
OEI
 
OEJ
 
OEK
 
OEL
 
OEM
 
OEN
 
OEO
 
OEP
 
OEQ
 
OER
 
OES
 
OET
 
OEU
 
OEV
 
OEW
 
OEX
 
OEY
 
OEZ

OFA
 
OFB
 
OFC
 
OFD
 
OFE
 
OFF
 
OFG
 
OFH
 
OFI
 
OFJ
 
OFK
 
OFL
 
OFM
 
OFN
 
OFO
 
OFP
 
OFQ
 
OFR
 
OFS
 
OFT
 
OFU
 
OFV
 
OFW
 
OFX
 
OFY
 
OFZ

OGA
 
OGB
 
OGC
 
OGD
 
OGE
 
OGF
 
OGG
 
OGH
 
OGI
 
OGJ
 
OGK
 
OGL
 
OGM
 
OGN
 
OGO
 
OGP
 
OGQ
 
OGR
 
OGS
 
OGT
 
OGU
 
OGV
 
OGW
 
OGX
 
OGY
 
OGZ

OHA
 
OHB
 
OHC
 
OHD
 
OHE
 
OHF
 
OHG
 
OHH
 
OHI
 
OHJ
 
OHK
 
OHL
 
OHM
 
OHN
 
OHO
 
OHP
 
OHQ
 
OHR
 
OHS
 
OHT
 
OHU
 
OHV
 
OHW
 
OHX
 
OHY
 
OHZ

OIA
 
OIB
 
OIC
 
OID
 
OIE
 
OIF
 
OIG
 
OIH
 
OII
 
OIJ
 
OIK
 
OIL
 
OIM
 
OIN
 
OIO
 
OIP
 
OIQ
 
OIR
 
OIS
 
OIT
 
OIU
 
OIV
 
OIW
 
OIX
 
OIY
 
OIZ

OJA
 
OJB
 
OJC
 
OJD
 
OJE
 
OJF
 
OJG
 
OJH
 
OJI
 
OJJ
 
OJK
 
OJL
 
OJM
 
OJN
 
OJO
 
OJP
 
OJQ
 
OJR
 
OJS
 
OJT
 
OJU
 
OJV
 
OJW
 
OJX
 
OJY
 
OJZ

OKA
 
OKB
 
OKC
 
OKD
 
OKE
 
OKF
 
OKG
 
OKH
 
OKI
 
OKJ
 
OKK
 
OKL
 
OKM
 
OKN
 
OKO
 
OKP
 
OKQ
 
OKR
 
OKS
 
OKT
 
OKU
 
OKV
 
OKW
 
OKX
 
OKY
 
OKZ

OLA
 
OLB
 
OLC
 
OLD
 
OLE
 
OLF
 
OLG
 
OLH
 
OLI
 
OLJ
 
OLK
 
OLL
 
OLM
 
OLN
 
OLO
 
OLP
 
OLQ
 
OLR
 
OLS
 
OLT
 
OLU
 
OLV
 
OLW
 
OLX
 
OLY
 
OLZ

OMA
 
OMB
 
OMC
 
OMD
 
OME
 
OMF
 
OMG
 
OMH
 
OMI
 
OMJ
 
OMK
 
OML
 
OMM
 
OMN
 
OMO
 
OMP
 
OMQ
 
OMR
 
OMS
 
OMT
 
OMU
 
OMV
 
OMW
 
OMX
 
OMY
 
OMZ

ONA
 
ONB
 
ONC
 
OND
 
ONE
 
ONF
 
ONG
 
ONH
 
ONI
 
ONJ
 
ONK
 
ONL
 
ONM
 
ONN
 
ONO
 
ONP
 
ONQ
 
ONR
 
ONS
 
ONT
 
ONU
 
ONV
 
ONW
 
ONX
 
ONY
 
ONZ

OOA
 
OOB
 
OOC
 
OOD
 
OOE
 
OOF
 
OOG
 
OOH
 
OOI
 
OOJ
 
OOK
 
OOL
 
OOM
 
OON
 
OOO
 
OOP
 
OOQ
 
OOR
 
OOS
 
OOT
 
OOU
 
OOV
 
OOW
 
OOX
 
OOY
 
OOZ

OPA
 
OPB
 
OPC
 
OPD
 
OPE
 
OPF
 
OPG
 
OPH
 
OPI
 
OPJ
 
OPK
 
OPL
 
OPM
 
OPN
 
OPO
 
OPP
 
OPQ
 
OPR
 
OPS
 
OPT
 
OPU
 
OPV
 
OPW
 
OPX
 
OPY
 
OPZ

OQA
 
OQB
 
OQC
 
OQD
 
OQE
 
OQF
 
OQG
 
OQH
 
OQI
 
OQJ
 
OQK
 
OQL
 
OQM
 
OQN
 
OQO
 
OQP
 
OQQ
 
OQR
 
OQS
 
OQT
 
OQU
 
OQV
 
OQW
 
OQX
 
OQY
 
OQZ

ORA
 
ORB
 
ORC
 
ORD
 
ORE
 
ORF
 
ORG
 
ORH
 
ORI
 
ORJ
 
ORK
 
ORL
 
ORM
 
ORN
 
ORO
 
ORP
 
ORQ
 
ORR
 
ORS
 
ORT
 
ORU
 
ORV
 
ORW
 
ORX
 
ORY
 
ORZ

OSA
 
OSB
 
OSC
 
OSD
 
OSE
 
OSF
 
OSG
 
OSH
 
OSI
 
OSJ
 
OSK
 
OSL
 
OSM
 
OSN
 
OSO
 
OSP
 
OSQ
 
OSR
 
OSS
 
OST
 
OSU
 
OSV
 
OSW
 
OSX
 
OSY
 
OSZ

OTA
 
OTB
 
OTC
 
OTD
 
OTE
 
OTF
 
OTG
 
OTH
 
OTI
 
OTJ
 
OTK
 
OTL
 
OTM
 
OTN
 
OTO
 
OTP
 
OTQ
 
OTR
 
OTS
 
OTT
 
OTU
 
OTV
 
OTW
 
OTX
 
OTY
 
OTZ

OUA
 
OUB
 
OUC
 
OUD
 
OUE
 
OUF
 
OUG
 
OUH
 
OUI
 
OUJ
 
OUK
 
OUL
 
OUM
 
OUN
 
OUO
 
OUP
 
OUQ
 
OUR
 
OUS
 
OUT
 
OUU
 
OUV
 
OUW
 
OUX
 
OUY
 
OUZ

OVA
 
OVB
 
OVC
 
OVD
 
OVE
 
OVF
 
OVG
 
OVH
 
OVI
 
OVJ
 
OVK
 
OVL
 
OVM
 
OVN
 
OVO
 
OVP
 
OVQ
 
OVR
 
OVS
 
OVT
 
OVU
 
OVV
 
OVW
 
OVX
 
OVY
 
OVZ

OWA
 
OWB
 
OWC
 
OWD
 
OWE
 
OWF
 
OWG
 
OWH
 
OWI
 
OWJ
 
OWK
 
OWL
 
OWM
 
OWN
 
OWO
 
OWP
 
OWQ
 
OWR
 
OWS
 
OWT
 
OWU
 
OWV
 
OWW
 
OWX
 
OWY
 
OWZ

OXA
 
OXB
 
OXC
 
OXD
 
OXE
 
OXF
 
OXG
 
OXH
 
OXI
 
OXJ
 
OXK
 
OXL
 
OXM
 
OXN
 
OXO
 
OXP
 
OXQ
 
OXR
 
OXS
 
OXT
 
OXU
 
OXV
 
OXW
 
OXX
 
OXY
 
OXZ

OYA
 
OYB
 
OYC
 
OYD
 
OYE
 
OYF
 
OYG
 
OYH
 
OYI
 
OYJ
 
OYK
 
OYL
 
OYM
 
OYN
 
OYO
 
OYP
 
OYQ
 
OYR
 
OYS
 
OYT
 
OYU
 
OYV
 
OYW
 
OYX
 
OYY
 
OYZ

OZA
 
OZB
 
OZC
 
OZD
 
OZE
 
OZF
 
OZG
 
OZH
 
OZI
 
OZJ
 
OZK
 
OZL
 
OZM
 
OZN
 
OZO
 
OZP
 
OZQ
 
OZR
 
OZS
 
OZT
 
OZU
 
OZV
 
OZW
 
OZX
 
OZY
 
OZZ
```

| Cuprins : | Sus - M N O P | - Jos |

## P
```
PAA
 
PAB
 
PAC
 
PAD
 
PAE
 
PAF
 
PAG
 
PAH
 
PAI
 
PAJ
 
PAK
 
PAL
 
PAM
 
PAN
 
PAO
 
PAP
 
PAQ
 
PAR
 
PAS
 
PAT
 
PAU
 
PAV
 
PAW
 
PAX
 
PAY
 
PAZ

PBA
 
PBB
 
PBC
 
PBD
 
PBE
 
PBF
 
PBG
 
PBH
 
PBI
 
PBJ
 
PBK
 
PBL
 
PBM
 
PBN
 
PBO
 
PBP
 
PBQ
 
PBR
 
PBS
 
PBT
 
PBU
 
PBV
 
PBW
 
PBX
 
PBY
 
PBZ

PCA
 
PCB
 
PCC
 
PCD
 
PCE
 
PCF
 
PCG
 
PCH
 
PCI
 
PCJ
 
PCK
 
PCL
 
PCM
 
PCN
 
PCO
 
PCP
 
PCQ
 
PCR
 
PCS
 
PCT
 
PCU
 
PCV
 
PCW
 
PCX
 
PCY
 
PCZ

PDA
 
PDB
 
PDC
 
PDD
 
PDE
 
PDF
 
PDG
 
PDH
 
PDI
 
PDJ
 
PDK
 
PDL
 
PDM
 
PDN
 
PDO
 
PDP
 
PDQ
 
PDR
 
PDS
 
PDT
 
PDU
 
PDV
 
PDW
 
PDX
 
PDY
 
PDZ

PEA
 
PEB
 
PEC
 
PED
 
PEE
 
PEF
 
PEG
 
PEH
 
PEI
 
PEJ
 
PEK
 
PEL
 
PEM
 
PEN
 
PEO
 
PEP
 
PEQ
 
PER
 
PES
 
PET
 
PEU
 
PEV
 
PEW
 
PEX
 
PEY
 
PEZ

PFA
 
PFB
 
PFC
 
PFD
 
PFE
 
PFF
 
PFG
 
PFH
 
PFI
 
PFJ
 
PFK
 
PFL
 
PFM
 
PFN
 
PFO
 
PFP
 
PFQ
 
PFR
 
PFS
 
PFT
 
PFU
 
PFV
 
PFW
 
PFX
 
PFY
 
PFZ

PGA
 
PGB
 
PGC
 
PGD
 
PGE
 
PGF
 
PGG
 
PGH
 
PGI
 
PGJ
 
PGK
 
PGL
 
PGM
 
PGN
 
PGO
 
PGP
 
PGQ
 
PGR
 
PGS
 
PGT
 
PGU
 
PGV
 
PGW
 
PGX
 
PGY
 
PGZ

PHA
 
PHB
 
PHC
 
PHD
 
PHE
 
PHF
 
PHG
 
PHH
 
PHI
 
PHJ
 
PHK
 
PHL
 
PHM
 
PHN
 
PHO
 
PHP
 
PHQ
 
PHR
 
PHS
 
PHT
 
PHU
 
PHV
 
PHW
 
PHX
 
PHY
 
PHZ

PIA
 
PIB
 
PIC
 
PID
 
PIE
 
PIF
 
PIG
 
PIH
 
PII
 
PIJ
 
PIK
 
PIL
 
PIM
 
PIN
 
PIO
 
PIP
 
PIQ
 
PIR
 
PIS
 
PIT
 
PIU
 
PIV
 
PIW
 
PIX
 
PIY
 
PIZ

PJA
 
PJB
 
PJC
 
PJD
 
PJE
 
PJF
 
PJG
 
PJH
 
PJI
 
PJJ
 
PJK
 
PJL
 
PJM
 
PJN
 
PJO
 
PJP
 
PJQ
 
PJR
 
PJS
 
PJT
 
PJU
 
PJV
 
PJW
 
PJX
 
PJY
 
PJZ

PKA
 
PKB
 
PKC
 
PKD
 
PKE
 
PKF
 
PKG
 
PKH
 
PKI
 
PKJ
 
PKK
 
PKL
 
PKM
 
PKN
 
PKO
 
PKP
 
PKQ
 
PKR
 
PKS
 
PKT
 
PKU
 
PKV
 
PKW
 
PKX
 
PKY
 
PKZ

PLA
 
PLB
 
PLC
 
PLD
 
PLE
 
PLF
 
PLG
 
PLH
 
PLI
 
PLJ
 
PLK
 
PLL
 
PLM
 
PLN
 
PLO
 
PLP
 
PLQ
 
PLR
 
PLS
 
PLT
 
PLU
 
PLV
 
PLW
 
PLX
 
PLY
 
PLZ

PMA
 
PMB
 
PMC
 
PMD
 
PME
 
PMF
 
PMG
 
PMH
 
PMI
 
PMJ
 
PMK
 
PML
 
PMM
 
PMN
 
PMO
 
PMP
 
PMQ
 
PMR
 
PMS
 
PMT
 
PMU
 
PMV
 
PMW
 
PMX
 
PMY
 
PMZ

PNA
 
PNB
 
PNC
 
PND
 
PNE
 
PNF
 
PNG
 
PNH
 
PNI
 
PNJ
 
PNK
 
PNL
 
PNM
 
PNN
 
PNO
 
PNP
 
PNQ
 
PNR
 
PNS
 
PNT
 
PNU
 
PNV
 
PNW
 
PNX
 
PNY
 
PNZ

POA
 
POB
 
POC
 
POD
 
POE
 
POF
 
POG
 
POH
 
POI
 
POJ
 
POK
 
POL
 
POM
 
PON
 
POO
 
POP
 
POQ
 
POR
 
POS
 
POT
 
POU
 
POV
 
POW
 
POX
 
POY
 
POZ

PPA
 
PPB
 
PPC
 
PPD
 
PPE
 
PPF
 
PPG
 
PPH
 
PPI
 
PPJ
 
PPK
 
PPL
 
PPM
 
PPN
 
PPO
 
PPP
 
PPQ
 
PPR
 
PPS
 
PPT
 
PPU
 
PPV
 
PPW
 
PPX
 
PPY
 
PPZ

PQA
 
PQB
 
PQC
 
PQD
 
PQE
 
PQF
 
PQG
 
PQH
 
PQI
 
PQJ
 
PQK
 
PQL
 
PQM
 
PQN
 
PQO
 
PQP
 
PQQ
 
PQR
 
PQS
 
PQT
 
PQU
 
PQV
 
PQW
 
PQX
 
PQY
 
PQZ

PRA
 
PRB
 
PRC
 
PRD
 
PRE
 
PRF
 
PRG
 
PRH
 
PRI
 
PRJ
 
PRK
 
PRL
 
PRM
 
PRN
 
PRO
 
PRP
 
PRQ
 
PRR
 
PRS
 
PRT
 
PRU
 
PRV
 
PRW
 
PRX
 
PRY
 
PRZ

PSA
 
PSB
 
PSC
 
PSD
 
PSE
 
PSF
 
PSG
 
PSH
 
PSI
 
PSJ
 
PSK
 
PSL
 
PSM
 
PSN
 
PSO
 
PSP
 
PSQ
 
PSR
 
PSS
 
PST
 
PSU
 
PSV
 
PSW
 
PSX
 
PSY
 
PSZ

PTA
 
PTB
 
PTC
 
PTD
 
PTE
 
PTF
 
PTG
 
PTH
 
PTI
 
PTJ
 
PTK
 
PTL
 
PTM
 
PTN
 
PTO
 
PTP
 
PTQ
 
PTR
 
PTS
 
PTT
 
PTU
 
PTV
 
PTW
 
PTX
 
PTY
 
PTZ

PUA
 
PUB
 
PUC
 
PUD
 
PUE
 
PUF
 
PUG
 
PUH
 
PUI
 
PUJ
 
PUK
 
PUL
 
PUM
 
PUN
 
PUO
 
PUP
 
PUQ
 
PUR
 
PUS
 
PUT
 
PUU
 
PUV
 
PUW
 
PUX
 
PUY
 
PUZ

PVA
 
PVB
 
PVC
 
PVD
 
PVE
 
PVF
 
PVG
 
PVH
 
PVI
 
PVJ
 
PVK
 
PVL
 
PVM
 
PVN
 
PVO
 
PVP
 
PVQ
 
PVR
 
PVS
 
PVT
 
PVU
 
PVV
 
PVW
 
PVX
 
PVY
 
PVZ

PWA
 
PWB
 
PWC
 
PWD
 
PWE
 
PWF
 
PWG
 
PWH
 
PWI
 
PWJ
 
PWK
 
PWL
 
PWM
 
PWN
 
PWO
 
PWP
 
PWQ
 
PWR
 
PWS
 
PWT
 
PWU
 
PWV
 
PWW
 
PWX
 
PWY
 
PWZ

PXA
 
PXB
 
PXC
 
PXD
 
PXE
 
PXF
 
PXG
 
PXH
 
PXI
 
PXJ
 
PXK
 
PXL
 
PXM
 
PXN
 
PXO
 
PXP
 
PXQ
 
PXR
 
PXS
 
PXT
 
PXU
 
PXV
 
PXW
 
PXX
 
PXY
 
PXZ

PYA
 
PYB
 
PYC
 
PYD
 
PYE
 
PYF
 
PYG
 
PYH
 
PYI
 
PYJ
 
PYK
 
PYL
 
PYM
 
PYN
 
PYO
 
PYP
 
PYQ
 
PYR
 
PYS
 
PYT
 
PYU
 
PYV
 
PYW
 
PYX
 
PYY
 
PYZ

PZA
 
PZB
 
PZC
 
PZD
 
PZE
 
PZF
 
PZG
 
PZH
 
PZI
 
PZJ
 
PZK
 
PZL
 
PZM
 
PZN
 
PZO
 
PZP
 
PZQ
 
PZR
 
PZS
 
PZT
 
PZU
 
PZV
 
PZW
 
PZX
 
PZY
 
PZZ
```

| Cuprins : | Sus - M N O P | - Jos |